# ジフロラゾン
ジフロラゾン(Diflorasone)は、二酢酸塩を含むクリームとして市販されるステロイド外用薬である。商品名はジフラール。E. Fougera & Co.が製造し、他の副腎皮質ホルモン外用薬と同様に、抗炎症薬及び痒み止め薬として用いられる。乾癬やアトピー性皮膚炎等に対して処方される。その強さのため、クラスIIIのステロイドに分類されている。
発癌性に対する長期の動物試験は、行われていない。また、幼児に対する影響に関するデータもほとんどない。